# Gazeran
Gazeran är en kommun i departementet Yvelines i regionen Île-de-France i norra Frankrike. Kommunen ligger i kantonen Rambouillet som tillhör arrondissementet Rambouillet. År 2022 hade Gazeran 1 337 invånare.
Gazeran är en stor lantlig kommun med stora skogsområden och här ligger bland annat 1600-talskyrkan Saint-Germain-d'Auxerre.

## Befolkningsutveckling
Antalet invånare i kommunen Gazeran
| Referens: INSEE |